# Rugby 7 na Igrzyskach Wspólnoty Narodów młodzieży
Rugby 7 na Igrzyskach Wspólnoty Narodów młodzieży – międzynarodowe zawody w rugby 7 dla zawodników w kategorii U-18 rozgrywane w ramach Commonwealth Youth Games.
Po raz pierwszy w programie tej imprezy rugby 7 znalazło się podczas drugiej edycji rozegranej w 2004 roku w australijskim Bendigo, a następnie podczas czwartych igrzysk, które odbyły się w 2011 roku na wyspie Man. W roku 2015 po raz pierwszy zorganizowano turniej żeński.

## Medaliści
| Rok       | Miejsce   |                        |                        |                |
| Mężczyźni | Mężczyźni | Mężczyźni              | Mężczyźni              | Mężczyźni      |
| --------- | --------- | ---------------------- | ---------------------- | -------------- |
| 2004      | Bendigo   | Australia U-18         | Anglia U-18            | Fidżi U-18     |
| 2011      | Douglas   | Anglia U-18            | Południowa Afryka U-18 | Australia U-18 |
| 2015      | Apia      | Południowa Afryka U-18 | Australia U-18         | Samoa U-18     |
| 2017      | Nassau    | Samoa U-18             | Anglia U-18            | Fidżi U-18     |
| Kobiety   |           |                        |                        |                |
| 2015      | Apia      | Australia U-18         | Kanada U-18            | Fidżi U-18     |
| 2017      | Nassau    | Australia U-18         | Kanada U-18            | Walia U-18     |